# Riot (сингл Bullet for My Valentine)
«Riot» (укр. Бунт) — другий сингл валлійського металкор-гурту «Bullet for My Valentine» з їх четвертого альбому Temper Temper. Продюсером виступив Дон Гілмор.

## Про сингл
Композиція побачила світ 17 грудня 2012. На трек було відзнято музичний відеокліп, режисером якого став Пол Браун, який вже раніше працював з командою над відеокліпами «Your Betrayal» та «The Last Fight».
Також пісня увійшла до саундтреку комп'ютерної гри NHL 14.
Фронтмен Меттью Так розповів про пісню в коментарі Track By Track на Spotify:
«Для нас це зовсім інша мотиви, тому що пісня дуже проста; в приспіві це майже одна нота, яка пронизує всю історію, чого ми ніколи раніше не робили. Початковий риф був зроблений з Майклом Педжетом, це те, що захоплює слух, коли я почув його. Я подумав, що він має величезний потенціал, тому взяв цей риф, написав пісню, і це, здається, є одним з найважливіших моментів запису для всіх.»

## Список композицій
| #  | Назва  | Тривалість |
| -- | ------ | ---------- |
| 1. | «Riot» | 2:49       |

## Позиції в чартах
| Чарти (2013)                    | Найвища позиція |
| ------------------------------- | --------------- |
| США Mainstream Rock (Billboard) | 22              |

## Учасники запису
Інформація про учасників запису запозичена з сайту AllMusic:
- Меттью Так — вокал, ритм-гітара
- Майкл Педжет — гітара, беквокал
- Джейсон Джеймс — бас-гітара, вокал
- Майкл Томас — барабани